# Lecanorchis brachycarpa
Lecanorchis brachycarpa là một loài thực vật có hoa trong họ Lan. Loài này được Ohwi mô tả khoa học đầu tiên năm 1938.